# Diamagnetismus
Diamagnetismus je forma magnetismu, která se objevuje jen v přítomnosti vnějšího magnetického pole. Vložením diamagnetické látky do vnějšího magnetického pole dojde v látce k zeslabení magnetického pole; látka je magnetickým polem odpuzována. Látka vykazující diamagnetické vlastnosti se označuje jako diamagnetikum nebo diamagnetická látka.

## Podstata diamagnetismu
Diamagnetické látky (diamagnetika) jsou složeny z částic (atomů), jejichž výsledný magnetický moment je nulový. Pokud se diamagnetická látka ocitne ve vnějším magnetickém poli, změní se poněkud uspořádání elektronových obalů atomů látky, čímž vzniknou magnetické dipóly, jejichž magnetické pole působí proti vnějšímu magnetickému poli. V látce tak dochází k mírnému zeslabení vnějšího magnetického pole.

## Diamagnetické materiály
Mezi diamagnetické látky lze zařadit např. uhlík, bismut, měď, síru, zlato, vodu apod.
Ideálními diamagnetiky jsou supravodiče I. typu.